# Mia sorella Madonna
Mia sorella Madonna (Life with My Sister Madonna) è un libro scritto da Christopher Ciccone il fratello di Madonna. Viene pubblicato il 14 luglio 2008 senza l'autorizzazione di Madonna ed entra subito tra i Best Seller del New York Times posizionandosi alla 2ª posizione, lo stesso avviene sul sito di Amazon dove si piazza al 16º posto.
"Mia Sorella Madonna" porterà alla definitiva rottura dei rapporti tra i due, che (come descritto nel libro), erano già da tempo incrinati.

## Descrizione
Il libro racconta la vita di Christopher vissuto sempre sotto l'ingombrante ombra della sorella sin dalla loro infanzia,  e ne racconta tutti i retroscena, svelando i lati più nascosti della sua personalità. In una intervista alla trasmissione Good Morning America in onda sulla ABC Christopher commenta: "Vede, da quando è diventata una star, mia sorella ha esercitato il suo potere su ogni cosa e su ogni persona che ha avuto a portata di mano. Ora ci sono tre cose che non può più controllare: il fatto che il 16 agosto compie 50 anni, suo marito Guy Ritchie e me".